# Jeffrey Talan
Jeffrey Dennis Talan (Katwijk, 29 settembre 1971) è un ex calciatore olandese, di ruolo attaccante.